# Rhagada sutra
Rhagada sutra är en snäckart som beskrevs av Tom Iredale 1939. Rhagada sutra ingår i släktet Rhagada och familjen Camaenidae. Inga underarter finns listade i Catalogue of Life.